# Olga Kotlebová
Olga Kotlebová, též Oľga Kotlebová (* 6. července 1941) byla slovenská a československá politička, poúnorová bezpartijní poslankyně Národního shromáždění ČSSR a poslankyně Sněmovny lidu Federálního shromáždění na počátku normalizace.

## Biografie
Ve volbách roku 1964 byla zvolena do Národního shromáždění ČSSR za Západoslovenský kraj jako bezpartijní kandidátka. V Národním shromáždění zasedala až do konce volebního období parlamentu v roce 1968.
K roku 1968 se profesně uvádí jako technická kontrolorka z obvodu Nové Mesto nad Váhom.
Po federalizaci Československa usedla roku 1969 do Sněmovny lidu Federálního shromáždění (obvod Nové Mesto nad Váhom), kde setrvala do konce volebního období, tedy do voleb v roce 1971.